# Gościniec (Dębiany)
Gościniec – część wsi Dębiany w Polsce, położona w województwie świętokrzyskim, w powiecie pińczowskim, w gminie Działoszyce.
W latach 1975–1998 Gościniec należał administracyjnie do województwa kieleckiego.